# 第15方面軍 (日本軍)
第15方面軍（だいじゅうごほうめんぐん）は、大日本帝国陸軍の方面軍の一つ。

## 沿革
第二次世界大戦末期、絶対国防圏の要石とされたサイパンを失い、レイテ戦に失敗し、大本営は1945年（昭和20年）1月20日に本土（北海道、本州、四国、沖縄を除く九州）の維持を作戦目的とした「帝国陸海軍作戦計画大綱」を決定、本土に於ける軍の編制を根本的に改めた。
第15方面軍は同年2月6日に、主に近畿・中国・四国地方を作戦地域として編成され、当初は防衛総司令部の指揮下、その後4月8日には新設の第2総軍の指揮下に入り、連合国軍との本土決戦に備えたが、交戦することなしに日本軍の無条件降伏となった。
なお、第15方面軍司令官は中部軍管区司令官を兼ね、軍管区司令官としては天皇に直隷した。また、参謀長、参謀副長も、中部軍管区のそれを兼ねた。
司令部庁舎は現在MIRAIZA OSAKA-JO（ミライザ大阪城）として現存している。

## 第15方面軍概要
- 通称号：楠
- 編成時期：1945年2月1日
- 最終位置：大阪
- 最終上級部隊：第2総軍

## 第15方面軍の人事

### 歴代司令官
- 河辺正三 中将：1945年2月1日 -
- 内山英太郎 中将：1945年4月7日 -

### 歴代参謀長
- 国武三千雄 中将：1945年2月1日 -

### 歴代参謀副長
- 山之内二郎 少将：1945年2月1日 -
- 宮野正年 少将：1945年7月5日 -

### 最終司令部構成
- 司令官：内山英太郎中将
- 参謀長：国武三千雄中将
- 参謀副長：宮野正年少将
- 高級参謀：大庭小二郎大佐
- 高級副官：慶瀬重喜大佐
- 兵器部長：宮尾幹少将
- 経理部長：佐藤勇助主計中将
- 軍医部長：杉野耕平軍医少将
- 獣医部長：林伊兵衛獣医少将
- 法務部長：山上宗二法務少将

## 最終所属部隊
- 第55軍
  - 第11師団
  - 第155師団
  - 第205師団
  - 第344師団
  - 独立混成第121旅団
  - 第10砲兵司令部

- 第59軍
  - 第230師団
  - 第231師団
  - 独立混成第124旅団

- 第144師団
- 第225師団
- 高射第3師団
- 独立混成第123旅団：金岡正忠少将[1]
- 由良要塞司令部：常岡寛治中将（最終位置：淡路島）
  - 由良要塞重砲兵連隊：瀬田善四郎中佐（最終位置：淡路島）
- 第10工兵隊司令部：平山護義少将 　 
  - 独立工兵第112大隊 　 　 　
  - 独立工兵第113大隊 　 　 　
  - 独立工兵第114大隊

砲兵部隊 　 　 　
- 独立山砲兵第16連隊：米沢俊雄中佐
- 独立野砲兵第32大隊
- 独立重砲兵第45大隊
- 自走砲第6大隊
- 迫撃砲第19大隊

通信部隊　 　 　
- 電信第45連隊：船戸東中佐
- 第15方面軍通信隊

海上挺進戦隊 　 　 　
- 海上挺進第39戦隊
- 海上挺進第40戦隊

海上輸送大隊 　 　 　
- 海上輸送第23大隊
- 海上輸送第25大隊
- 海上輸送第26大隊